# Die Faust der Vergeltung
Die Faust der Vergeltung (Originaltitel: Passage West) ist ein US-amerikanischer Western aus dem Jahr 1951 von Lewis R. Foster mit John Payne und Dennis O’Keefe in den Hauptrollen. Der Film wurde von Paramount Pictures produziert und basiert einer Story von Alvah Bessie.

## Handlung
Sechs Ausbrecher sind nahe des Großen Salzsees unterwegs und treffen auf einen Wagentreck nach Kalifornien. Der Treck hat gestoppt, um ein verstorbenes Kind zu beerdigen. Der Anführer der Ausbrecher Pete Black fordert Nahrung und Kleidung, was der Treckführer Jacob Karns auch gewährt. Gegen eine von Black verlangte sofortige Weiterreise protestieren die Siedlerin Rose Billings und der Vater des verstorbenen Kindes, Ben Johnson. Karns gibt dennoch nach und weist Johnson an, die Beerdigung abzuschließen und nachzukommen.
Black befragt Karns über Rose, die vor Kurzem ihren Vater verloren hat, der wie Karns Prediger war. Myra Johnson stoppt ihren Wagen und verlangt, dass auf ihren Mann gewartet wird, der ohne Wasser nicht aufschließen kann, doch Black weigert sich. Als sein Kamerad Curly mit Rose flirtet, wird er von Black mit der Peitsche geschlagen. Rose greift ein, entwindet Black die Peitsche und schlägt ihn damit. Danach zieht der Treck weiter. Zwei reisende Händler erreichen den Treck und warnen vor einer Überquerung der vor ihnen liegenden Ebene.
Am Abend stolpert der erschöpfte Johnson ins Lager. Er berichtet, dass er die Händler getroffen und ihnen von den Ausbrechern erzählt habe. Am Morgen stoßen die Siedler auf eine Weggabelung. Black besteht darauf, die Ebene zu durchqueren, um Zeit zu sparen. Ein Sandsturm zieht auf, bei dem der Siedler Emil Ludwig seine geliebte Kuh Judy verliert. Ohne Judys Milch stirbt auch das Baby von Michael Karns, Jacobs Bruder, und dessen Frau Minna. Während eines plötzlichen Regensturms verwandelt sich die Ebene in eine Schlammwüste. Um die Wagen leichter zu machen, sollen die Siedler alle nicht dringend benötigten Sachen runterwerfen. Rose weigert sich, eine Kleiderkiste vom Wagen zu werfen und bedroht Black mit einer Pistole. Black entwaffnet sie und drückt ihr einen Kuss auf die Lippen. Er lässt ihr die Kiste, und als der Treck an einem Fluss lagert, legt Rose nach einem Bad eines der Kleider an. Das Kleid verärgert die Saloonsängerin Nellie McBride, die Rose angreift. Jacob interveniert zu Roses Gunsten, dennoch kommt es zu einer Schlägerei mit Black, die Jacob gewinnt.
In der Nacht schlägt Curly vor, mit Black und ihrem Kameraden Burk die Kasse des Trecks zu stehlen und abzuhauen, was Black jedoch ablehnt. Am Morgen wird das Fehlen des Geldes bemerkt. Black, Curly und Burk sind nicht aufzufinden. Später kommt Black mit den beiden anderen und dem Geld zurück zum Treck. Black wurde von Curly in den Rücken geschossen. Rose bittet Jacob, die Kugel zu entfernen. Sie pflegt ihn auf der Weiterfahrt. Am Abend fragt Black Jacob nach dessen Vergangenheit, der zugibt, ein wilder Bursche gewesen zu sein. Black ist von Jacobs Erinnerungen tief beeindruckt.
Der Treck erreicht sein Ziel Angel’s Creek, wo sich die Siedler mit neuen Vorräten versorgen wollen. Jacob lädt Black zum Bleiben ein, doch der will mit seinen Männern weiterziehen. Rose glaubt, dass Jacob aus Eifersucht Black weggeschickt hat. Unter dem Vorwand, Nellie, mit der sie sich versöhnt und angefreundet hat, bei ihrer Suche nach einem Engagement zu helfen, geht sie in den Saloon. Nellie findet Black und bittet ihn, sein Verhältnis mit Rose zu beenden, woraufhin er Rose eine Närrin nennt, weil sie sich in ihn verliebt habe.
Als Nachrichten über die Ausbrecher die Stadt erreichen, insbesondere eine Beschreibung Rainbows, einem entlaufenen Sklaven, beschließt Black, sich bei den Siedlern zu verstecken. Rose ist verletzt und stimmt gegen eine Aufnahme der Ausbrecher, doch Jacob nimmt sie auf. Während die Siedler an ihren Häusern arbeiten, entdecken Black und seine Männer in einer Höhle Gold. Black und Curly können ihr Glück kaum fassen, doch Jacob warnt, dass die gerade entstandene Gemeinde noch nicht bereit sei für den plötzlichen Wohlstand. Black erkennt eine große Weisheit in Jacobs Worten und muss mit dem gierigen Curly kämpfen. Schon bald schießen die Ausbrecher in der Höhle aufeinander. Der angeschossene Black bittet Michael, Rose zu sagen, dass sie frei sei. Rose und Jacob beobachten erstaunt, wie Black sich mit einer Petroleumlampe einer Kiste Schießpulver nähert und mit ihrer Explosion die Höhle zum Einsturz bringt.

## Produktion

### Hintergrund
Gedreht wurde der Film von Anfang Juni bis Anfang August 1950 in Oatman (Arizona), Rosamond (Kalifornien) und in der Mojave-Wüste.
Im Vorspann wurde Nedrick Young als Drehbuchautor genannt. 1997 wurde bekannt, dass Young seinen Namen für den tatsächlichen Autor Alvah Bessie voranstellen ließ, weil Bessie mit einem Berufsverbot belegt war. Die Writers Guild of America erkannte 1997 offiziell Bessies Nennung an.

### Besetzung
In kleinen nicht im Abspann erwähnten Nebenrollen traten Victor Kilian und Hank Mann auf.

## Synchronisation
| Rolle          | Schauspieler     | Deutscher Synchronsprecher |
| -------------- | ---------------- | -------------------------- |
| Pete Black     | John Payne       | Horst Niendorf             |
| Jacob Karns    | Dennis O’Keefe   | Axel Monjé                 |
| Curly          | Frank Faylen     | Hans Emons                 |
| Michael Karns  | Peter Hansen     | Herbert Stass              |
| Mike           | Richard Rober    | Manfred Meurer             |
| Nellie McBride | Mary Beth Hughes | Dagmar Altrichter          |
| Emil Ludwig    | Griff Barnett    | Alfred Haase               |
| Ben Johnson    | Richard Travis   | Jan Hendriks               |
| Rainbow        | Dooley Wilson    | Walter Altenkirch          |
| Pa Brennan     | Arthur Hunnicutt | Herbert Weißbach           |
| Burk           | Clint Stuart     | Gerd Duwner                |
| Ramon          | Paul Fierro      | Toni Herbert               |
| Wagenkenker    | Earle Hodgins    | Carl Heinz Carell          |
| Mr. Brody      | Howard Negley    | Erich Fiedler              |

Anmerkung: Die kursiv geschriebenen Namen sind Rollen und Darsteller, die nicht im Abspann erwähnt wurden.

## Veröffentlichung
Die Premiere des Films fand am 12. Juli 1951 in Los Angeles statt. In der Bundesrepublik Deutschland kam er am 30. März 1956 in die Kinos, in Österreich im August 1956.

## Kritiken
Das Lexikon des internationalen Films schrieb: „Western-Drama, das oberflächlich die Problematik von Gewalt und Notwehr streift.“